# Nikolaj Ehlers
Nikolaj Ehlers (Aalborg, 14 febbraio 1996) è un hockeista su ghiaccio danese.

## Carriera
Nella stagione 2012-2013 veste la maglia dell'EHC Biel. Dal 2013 al 2015 gioca in Canada con i Halifax Mooseheads.
Nella stagione 2015-2016 approda in NHL con i Winnipeg Jets.
In ambito internazionale, con la rappresentativa danese, ha preso parte alle edizioni 2016 e 2017 dei campionati mondiali.